# Pfarrkirche Soboth

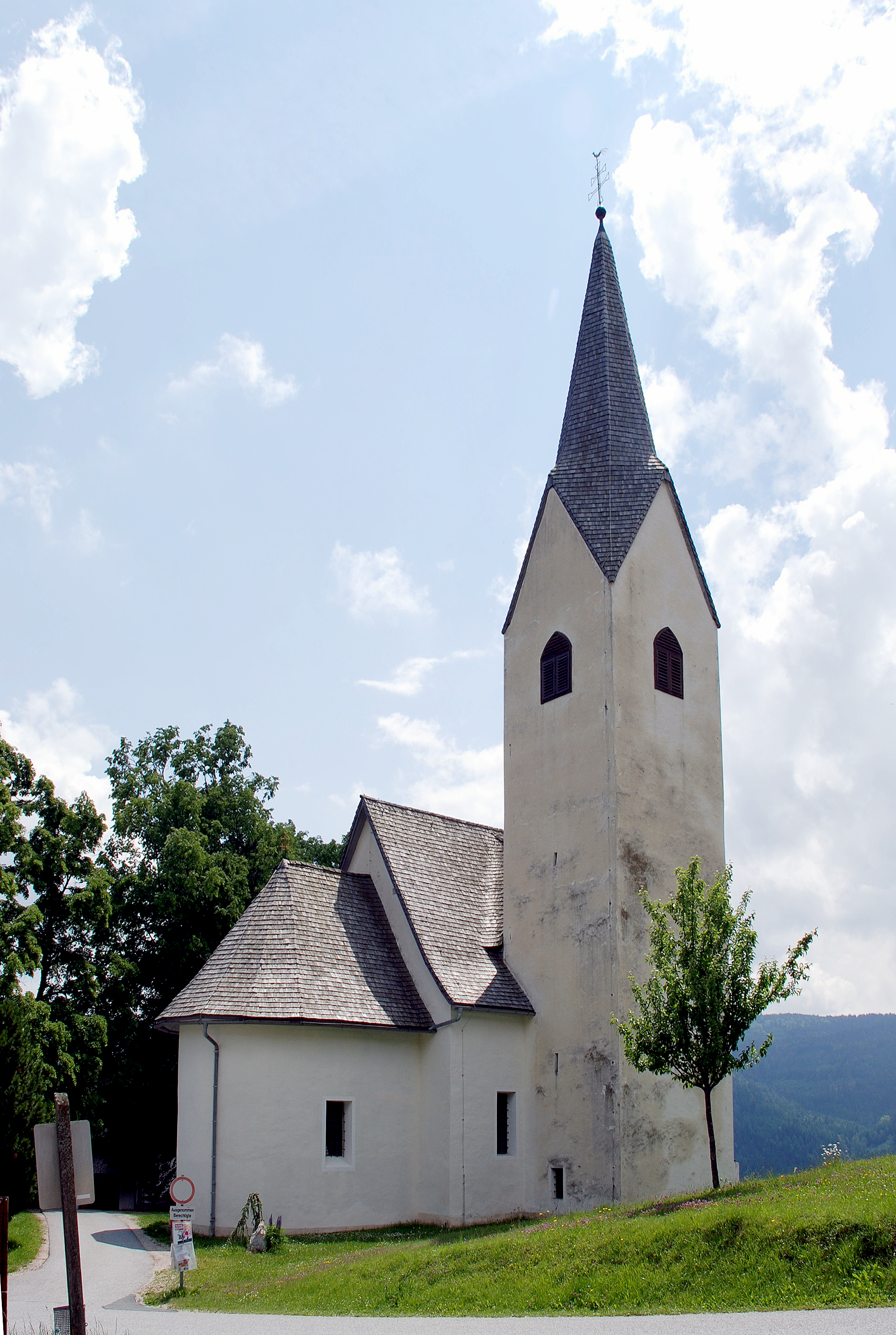
Kath. Pfarrkirche hl. Jakobus der Ältere in Soboth

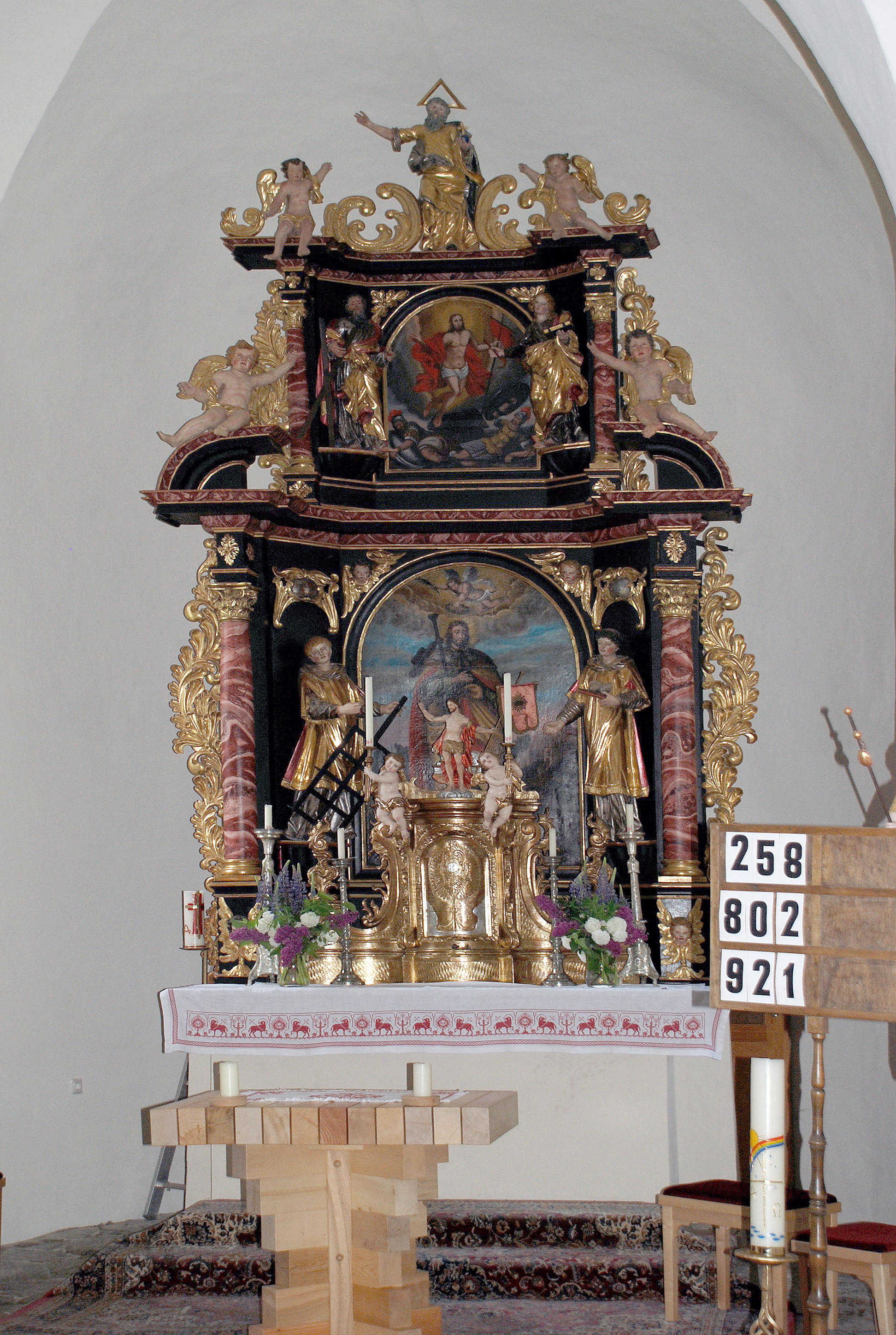
Barocker Hochaltar, davor Volksaltar aus Holz

Die römisch-katholische Pfarrkirche Soboth steht im Ort Soboth in der Marktgemeinde Eibiswald im Bezirk Deutschlandsberg in der Steiermark. Die dem heiligen Jakobus den Älteren geweihte Pfarrkirche gehörte bis Ende August 2018 zum dann aufgelösten Dekanat Deutschlandsberg in der Diözese Graz-Seckau, seit Auflassung dieses Dekanates liegt sie im Seelsorgeraum Südweststeiermark. Die Kirche steht unter Denkmalschutz.

## Geschichte
Eine Kirche wurde 1545 urkundlich genannt. Eine Vorgängerkirche ist wegen Blitzschlag abgebrannt. Der Wiederaufbau der Kirche erfolgte im Ende des 17. Jahrhunderts. Eine Weiheinschrift nannte das Jahr 1704. Die Kirche wurde 1789 zur Pfarrkirche erhoben. Die Sakristei wurde im Ende des 19. Jahrhunderts angebaut. Die Kirche wurde 1962 innen und 1981 innen und außen restauriert.

## Architektur
An das dreijochige Langhaus mit einem leicht eingezogenen spitzbogigen Fronbogen schließt ein niedrigerer und eingezogener einjochiger Chor mit einem Halbkreisschluss an. Langhaus und Chor haben ein Netzrippengewölbe, im Langhaus auf Halbrund-Wandpfeilern. Der Turm an der nördlichen Langhauswand trägt einen Spitzhelm. Der Sakristeianbau steht südlich am Chor.

## Ausstattung
Der Hochaltar aus 1692 wurde 1858 restauriert und entstand wohl wie der nördliche Seitenaltar hl. Anna in der Werkstatt des Bartholome Bluemberger in Eibiswald. Der Tabernakel ist aus dem dritten Viertel des 18. Jahrhunderts. Der südliche Seitenaltar der hll. Nothelfer ist aus dem dritten Viertel des 18. Jahrhunderts. Die Kanzel ist aus der ersten Hälfte des 18. Jahrhunderts. Der Taufstein zeigt die Jahresangabe 1790.
Die Orgel aus der zweiten Hälfte des 18. Jahrhunderts wurde aus St. Oswald ob Eibiswald hierher übertragen.